# Hexenturm (Memmingen)

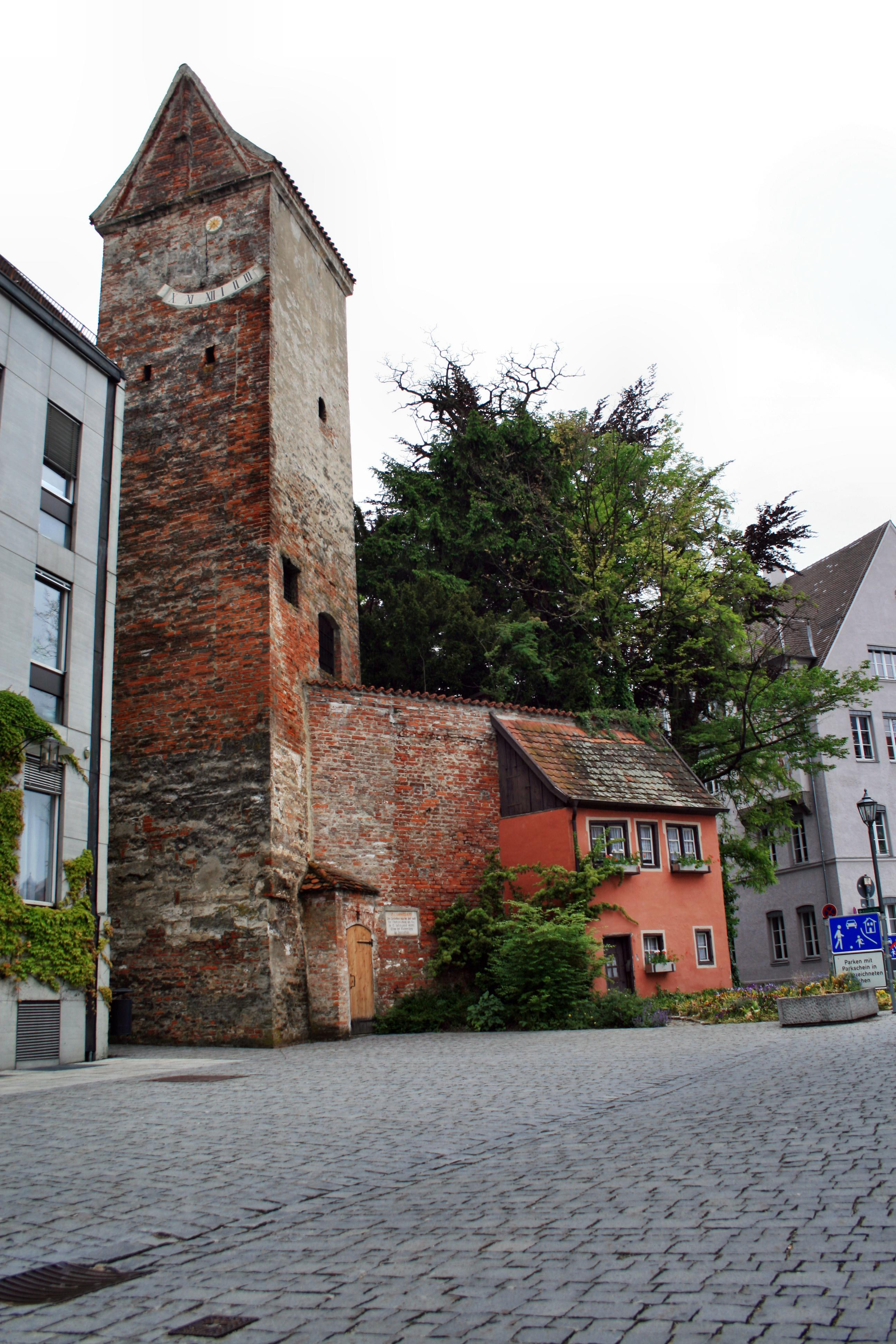
Der Hexenturm

Der Hexenturm ist ein ehemaliger Gefängnisturm der oberschwäbischen Stadt Memmingen. Er wird auch Schiefer Turm von Memmingen genannt.

## Lage
Der Turm steht an der Nordseite der Altstadt zwischen dem Einlaß und dem Hafendeckelturm.

## Aussehen
Der rechteckige Turm besteht im Unterbau aus Tuffstein und im Oberbau aus Ziegel und besitzt ein Satteldach. Der Eingang befindet sich auf Höhe des alten Wehrganges circa fünf Meter über dem Boden.

## Geschichte
Der Hexenturm ist der älteste noch erhaltene Stadtturm. Er stammt im unteren Bau aus der Gründungszeit der Stadt (um 1150). Der Oberbau stammt aus der zweiten Stadterweiterung im 14. Jahrhundert. Er ist einer von früher drei Gefängnistürmen. Durch ihn führte der Wehrgang zum nicht mehr vorhandenen Notzentor. Von diesem ging der Wehrgang weiter zum Kerkerturm, einem weiteren Gefängnisturm. Ob der Turm aus der Zeit der Hexenverfolgung seinen Namen hat, weil dort die Hexen eingesperrt wurden, ist nicht bekannt. Durch den sandigen Untergrund gibt das Fundament nach Nordosten nach. Im 20. Jahrhundert wurde versucht, mit einem Gegenfundament der Schräglage des Turms entgegenzuwirken. Zusätzlich ist er mit am Welfenhaus befestigten Drahtseilen abgesichert. Das kleine Häuschen vor dem Hexenturm wird als Geräteschuppen des Bauhofes genutzt.